# Прали
Прали (итал. Prali) — коммуна в Италии, располагается в регионе Пьемонт, в провинции Турин.
Население составляет 312 человек (2008 г.), плотность населения составляет 4 чел./км². Занимает площадь 72 км². Почтовый индекс — 10060. Телефонный код — 0121.
Праздник города бывает 17 февраля.

## Демография
Динамика населения:

## Города-побратимы
- Абриес, Франция

## Администрация коммуны
- Официальный сайт: http://www.comune.prali.to.it/ Архивная копия от 19 сентября 2009 на Wayback Machine